# Karakoulino
Karakoulino  (russe : Кара́кулино) est une commune rurale et le centre administratif du raïon de Karakoulino de la république d'Oudmourtie en Russie,.

## Présentation
Il est situé sur les rives de la rivière Kama, à 122 kilomètres au sud d'Ijevsk. Le village est le centre du raïon de Karakoulino.
Karakoulino a été fondée en 1683. Son nom est basé sur les mots tatars kara 'noir' et kul 'lac'. Les habitants sont principalement des Russes, des Maris, des Oudmourtes et des Tatars.
Il y a une liaison routière du village à Sarapoul. Le principal moyen de subsistance est l'agriculture. Il y a aussi une briqueterie, une laiterie et une boulangerie. Le village a une école professionnelle, un centre pour le travail créatif des enfants, un centre culturel, deux bibliothèques, un musée local et un hôpital de raïon.

## Démographie
La population de Karakoulino  a évolué comme suit:
| 1959  | 1970  | 1979  | 1989  | 2002  |
| ----- | ----- | ----- | ----- | ----- |
| 3 018 | 3 716 | 4 431 | 5 144 | 5 109 |

| 2010  | 2012  | 2021  | - | - |
| ----- | ----- | ----- | - | - |
| 4 814 | 4 724 | 4 380 | - | - |

## Galerie

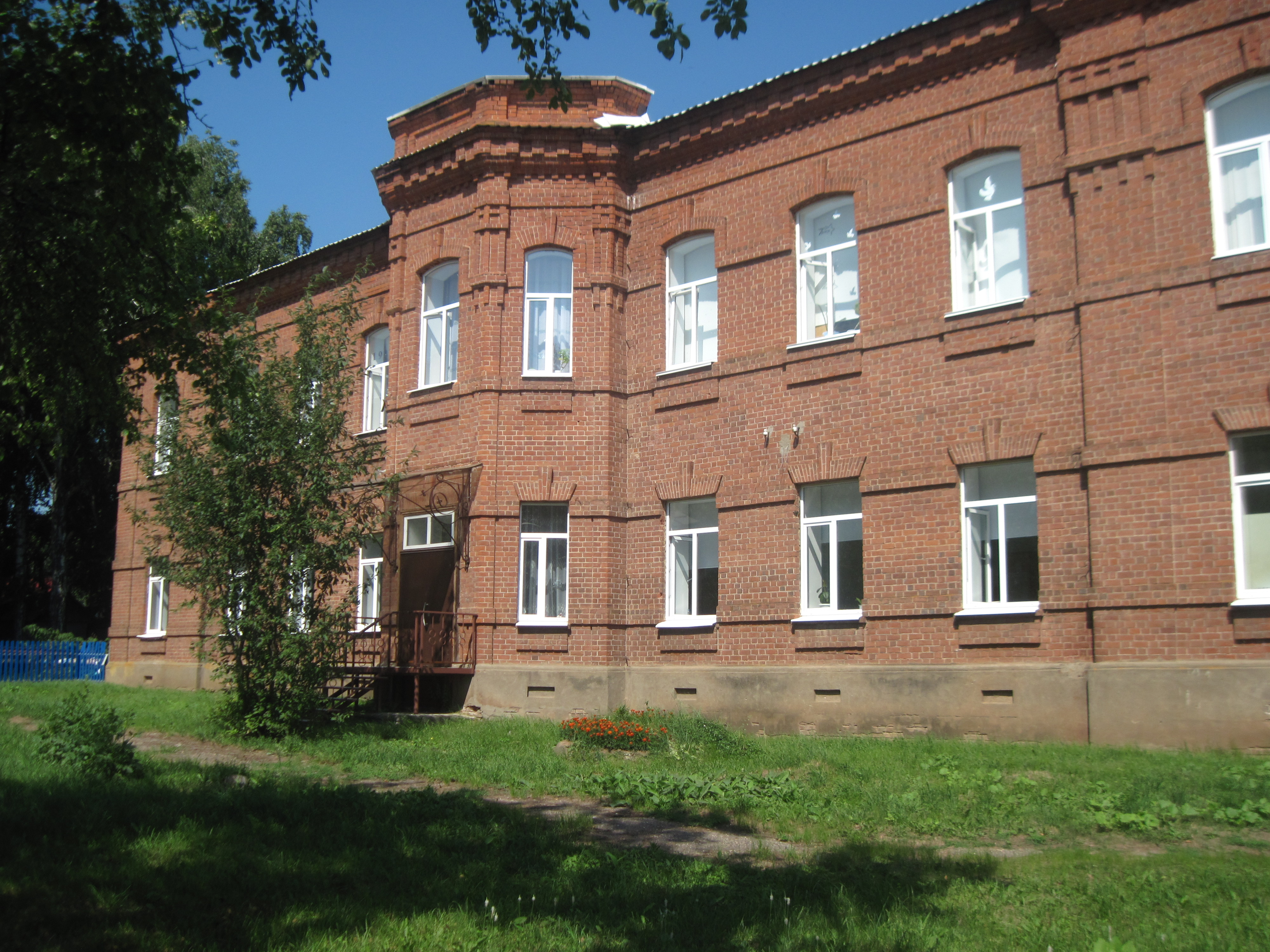
Hôpital Zemskaya.
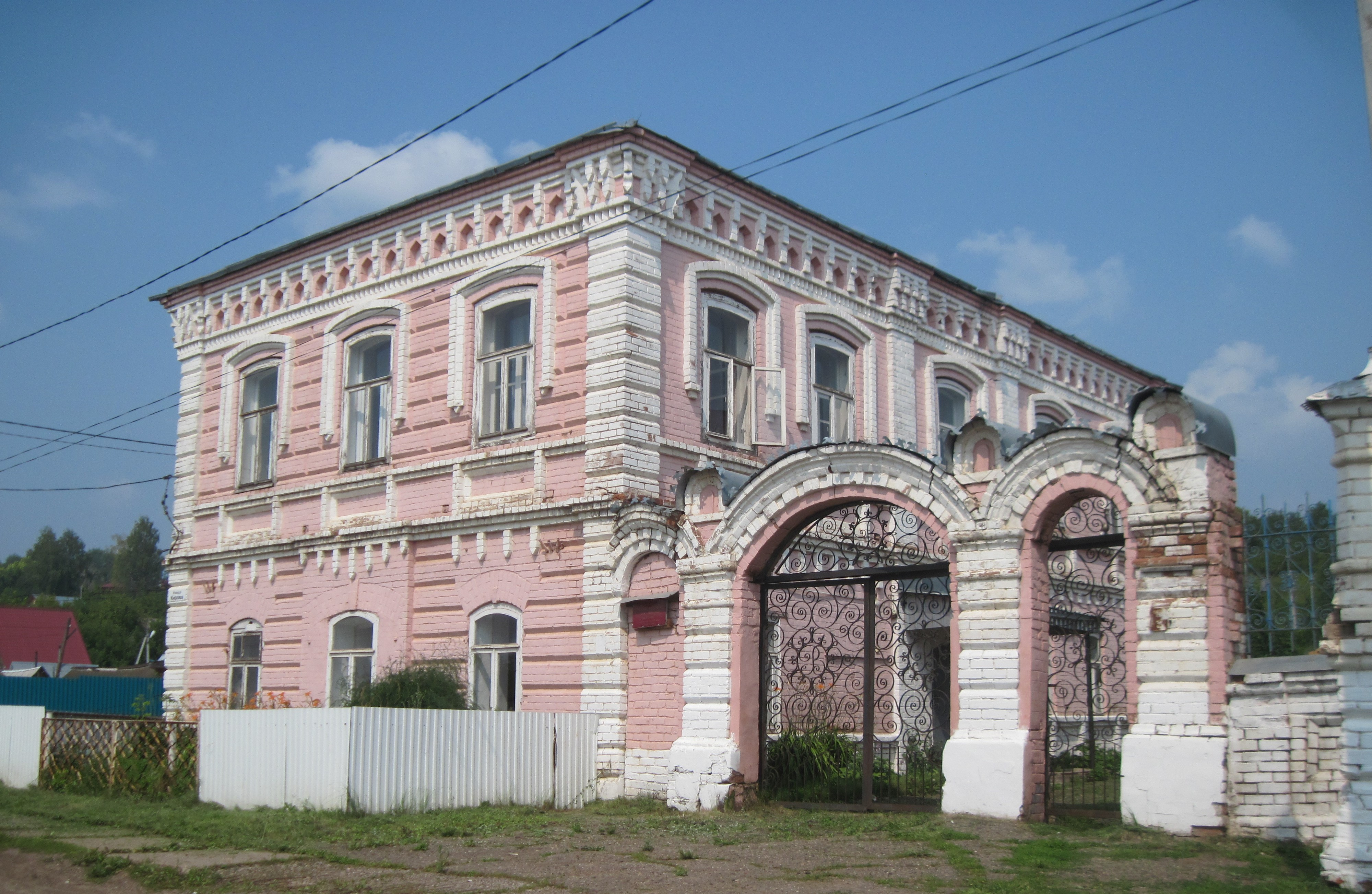
Maison en pierre Kirova, 16.
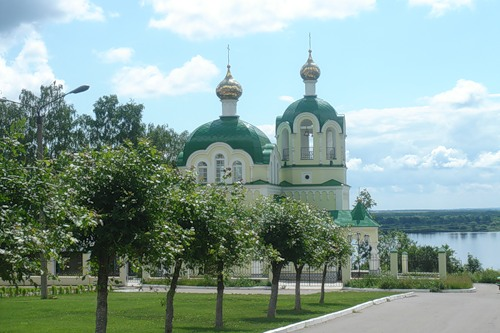
Église Saint-Panteleimon.